# تومي روتر
تومي روتر (بالإنجليزية: Tommy Rutter)‏ هو لاعب كرة قدم بريطاني في مركز الدفاع، ولد في 25 مارس 1977 في Stroud ‏ في المملكة المتحدة. لعب مع نادي بان.